# More ABBA Gold: More ABBA Hits
More ABBA Gold er et opsamlingsalbum fra den svenske popgruppe ABBA. Albummet blev første gang udgivet i 1993, men er blev genudgivet flere gange siden. 
Albummet fik ikke samme succes som forgængeren ABBA Gold, men blev mere et samler-album, også fordi det indeholdte den aldrig før udgivnee ABBA-sang I Am The City. 

## Spor
Alle sange er skrevet af Andersson/Ulvaeus, med mindre andet er noteret.
1. "Summer Night City" (1978) – 3:28
2. "Angeleyes" (1979) – 4:16
3. "The Day Before You Came" (1982) – 5:47
4. "Eagle" (1977) – 4:23
5. "I Do, I Do, I Do, I Do, I Do" (1975) (Anderson, Andersson, Ulvaeus) – 3:16
6. "So Long" (1974) – 3:06
7. "Honey, Honey" (1974) (Anderson, Andersson, Ulvaeus) – 2:53
8. "The Visitors" (1981) – 4:27
9. "Our Last Summer" (1980) – 4:19
10. "On & On & On" (1980) – 3:38
11. "Ring Ring" (1973) (Anderson, Andersson, Ulvaeus, Neil Sedaka & Phil Cody) – 3:00
12. "I Wonder (Departure)" (1977) (Anderson, Andersson, Ulvaeus) – 4:34
13. "Lovelight" (1979) – 3:18
14. "Head Over Heels" (1981) – 3:45
15. "When I Kissed The Teacher" (1976) – 3:00
16. "I Am The City" (1993) – 4:00
17. "Cassandra" (1982) – 4:50
18. "Under Attack" (1982) – 3:44
19. "When All Is Said And Done" (1981) – 3:16
20. "The Way Old Friends Do" (1980) – 2:52